# Ambondrona (Diana)
Pour les articles homonymes, voir Ambondrona.
Ambondrona est une commune rurale malgache située dans la partie Nord de la région de la Diana.

## Géographie
C'est une commune rurale situé dans la partie Ouest du district Antsiranana II, autour des villages suivant :Ambondromifehy, Antsarakibany, Andrafiatokana, Ampasibengy, Besaboba, Berova  Antanamisondrotra, Andranotolihina, Marovato Ivanga,